# Broughton Station
Ne doit pas être confondu avec East Broughton Station.
Broughton Station est un village ou hameau du Québec sur la limite des territoires des municipalités de Saint-Pierre-de-Broughton, Sacré-Cœur-de-Jésus et Adstock dans la MRC des Appalaches et dans la région administrative de la Chaudière-Appalaches.

## Toponyme
La première particule du nom fait référence au canton de Broughton, qui lui-même pourrait rappeler un toponyme d'Angleterre, où on compte une vingtaine de lieux portant le même nom. L'hypothèse voulant que le nom Broughton réfère au navigateur William Robert Broughton est parfois évoquée, mais est « peu probable » puisque ce dernier est jeune et compte peu de voyages à son actif lorsque son patronyme apparaît sur les cartes de la région, vers 1795.
L'ajout de la particule Station rappelle la présence d'une gare de chemin de fer du Québec Central.
Le village est un temps désigné sous le nom de Leeds ou Leeds Station afin d'éviter la confusion avec East Broughton Station, alors que le bureau de poste conserve le nom Broughton Station,.

## Géographie

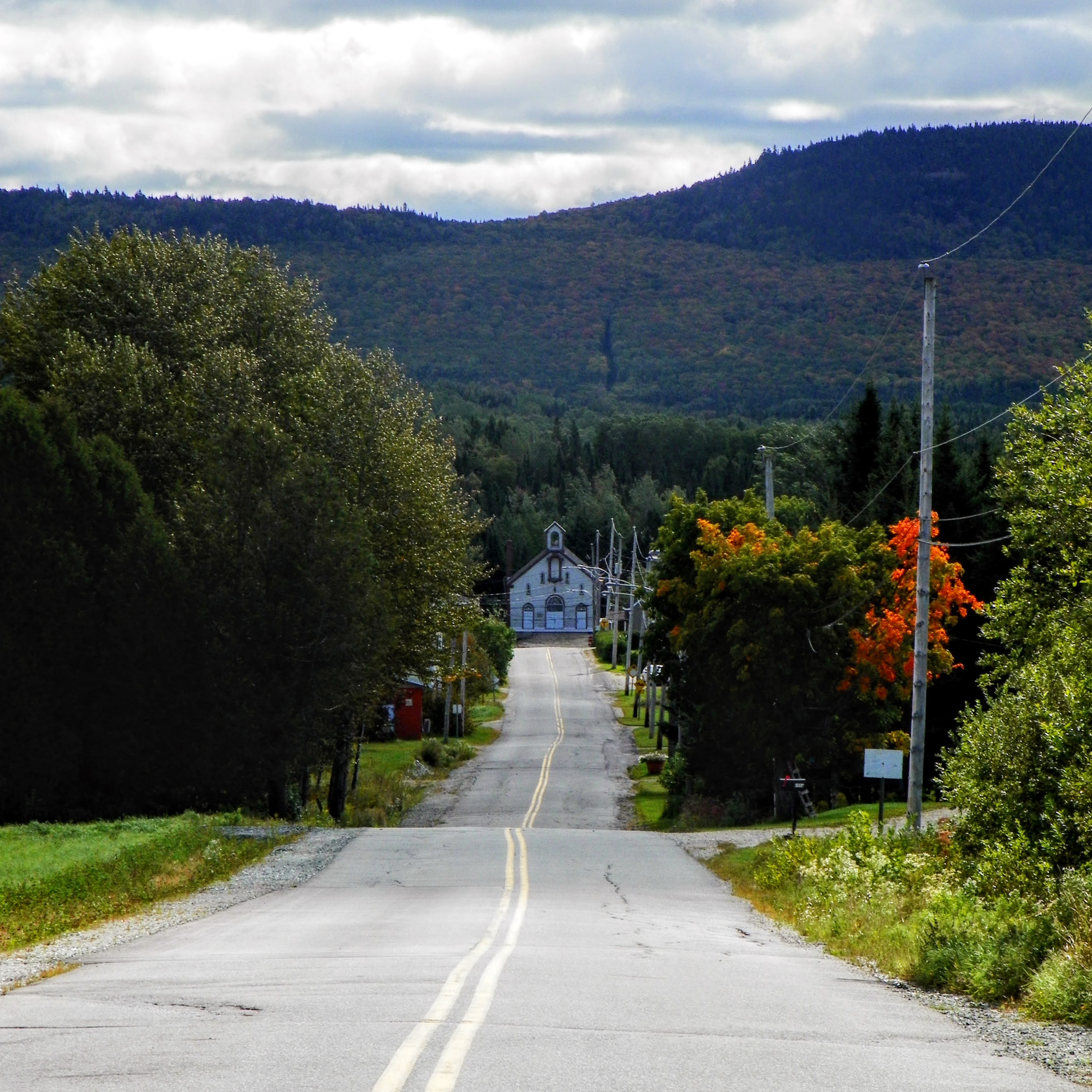
Le village est situé au pied du Grand Morne.

### Situation
Le village est situé dans la MRC des Appalaches, entre Thetford Mines et East Broughton. Fait particulier, il partage son territoire entre trois municipalités : Saint-Pierre-de-Broughton, Sacré-Cœur-de-Jésus et Adstock.
La superficie de son aire d'urbanisation est de 14 ha.

### Topographie
Le village est situé dans les Appalaches, sur un plateau caractérisé par des buttes et des replats. La forêt qui l'entoure est mixte, constituée à la fois de conifères et de feuillus.
Le Grand Morne, au pied duquel est situé le village, agit comme repère visuel.

### Climat
Il n'existe pas de station fournissant des données climatiques de façon continue à Broughton Station. Une station située à 10 km au nord-ouest fournit des données pour le hameau. 
| Mois                              | jan.  | fév.  | mars | avril | mai  | juin  | jui.  | août  | sep. | oct.  | nov. | déc.  | année   |
| --------------------------------- | ----- | ----- | ---- | ----- | ---- | ----- | ----- | ----- | ---- | ----- | ---- | ----- | ------- |
| Température minimale moyenne (°C) | −17,6 | −15,1 | −9,9 | −1,8  | 4,4  | 9,7   | 12,5  | 11,4  | 7    | 1,3   | −4,4 | −12,3 | −1,2    |
| Température moyenne (°C)          | −12,5 | −9,8  | −4,7 | 3,3   | 10,3 | 15,4  | 17,7  | 16,8  | 12,2 | 5,7   | −0,5 | −7,8  | 3,8     |
| Température maximale moyenne (°C) | −7,3  | −4,5  | 0,6  | 8,5   | 16,3 | 21,2  | 23,1  | 22,2  | 17,4 | 10,3  | 3,4  | −3,5  | 9       |
| Précipitations (mm)               | 77,6  | 69,1  | 83,8 | 85,1  | 97,8 | 119,2 | 134,9 | 129,9 | 99,8 | 112,3 | 101  | 94,7  | 1 205,1 |
| dont pluie (mm)                   | 21,4  | 16,6  | 32,5 | 65,6  | 97,2 | 119,2 | 134,9 | 129,9 | 99,8 | 106,1 | 70,4 | 33,5  | 927,1   |
| dont neige (cm)                   | 57,3  | 54,2  | 49,8 | 19,4  | 1,5  | 0     | 0     | 0     | 0    | 6,2   | 32,9 | 66,9  | 288,1   |

### Géographie humaine
Bien que la majorité de la localité fasse partie de la municipalité de Saint-Pierre-de-Broughton, certaines habitations sur le chemin Sacré-Cœur font partie de la paroisse de Sacré-Cœur-de-Jésus à l'est et de la municipalité d'Adstock à l'ouest,. 
Le village comprend des résidences, un commerce, un lieu de culte et un terrain de jeux. De 1986 à 2002, il ne s'y construit aucune nouvelle résidence.

## Histoire

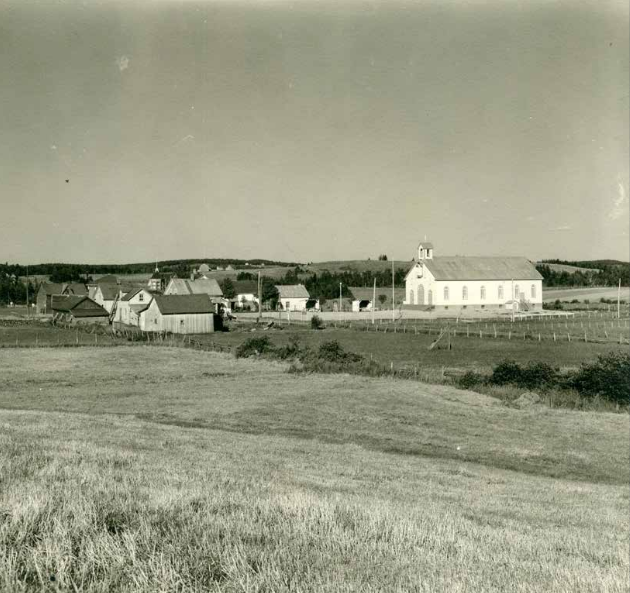
En 1945, Broughton Station a une vocation résolument agricole.

Le village de Broughton Station doit son existence au chemin de fer du Québec Central, reliant Lévis à Sherbrooke. La gare est construite en 1880. L'implantation d'un nœud de transport favorise l'émergence d'un noyau villageois,. 

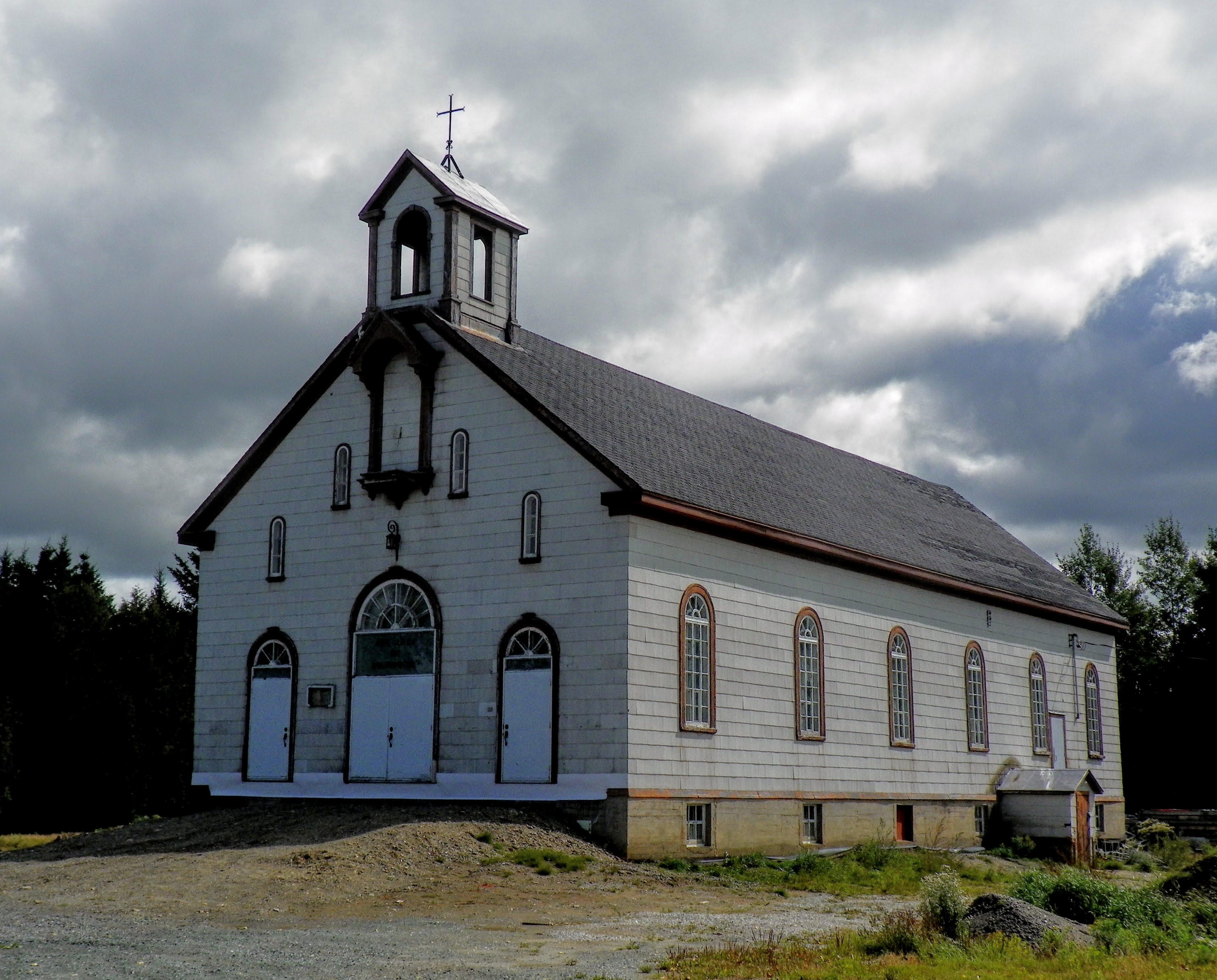
L'église est construite en 1891.

À la fin du xixe siècle et au début du xxe siècle, les pèlerinages vers des sanctuaires dédiés à sainte Anne lors d'une neuvaine font partie des pratiques religieuses encouragées par les autorités ecclésiastiques. En 1890, Pierre Savoie, curé de Saint-Pierre-de-Broughton et ancien curé de Sacré-Cœur-de-Jésus, mise sur la présence d'une gare à la limite des paroisses de Saint-Pierre-de-Broughton, Sacré-Cœur-de-Jésus et Sacré-Cœur-de-Marie afin de construire un nouveau sanctuaire qui pourrait accueillir les pèlerins de Thetford Mines et des environs, pour qui le voyage jusqu'au sanctuaire de Sainte-Anne-de-Beaupré pendant la neuvaine de juillet serait trop long et mettrait en péril les activités agricoles. Encouragé par l'archevêque de Québec dans son projet, il planifie, avec les curés des paroisses voisines, l'érection d'une chapelle près du chemin de fer. C'est ainsi que la chapelle Sainte-Anne, est construite en 1890 et 1891. 
Un couvent est construit en 1927. Il est démoli en 1975. 
La gare est démolie en 1969; le village connaît une dévitalisation et perd par la suite la plupart de ses commerces.